# Malacosteus niger
Malacosteus niger — вид голкоротоподібних риб родини Стомієві (Stomiidae).

## Поширення
Вид зустрічається мезопелагіальних зонах всіх морів та океаніх від арктичних до субарктичних вод, крім Середземного моря. Населяє товщу води на глибині 500-4000 м.

## Опис
Від Malacosteus australis відрізняється більшими фотофорами та більшим розміром тіла. Тіло сягає 25,6 см. Живиться зоопланктоном. Фотофори використовуються для освітлення невеликих ділянок для захоплення здобичі.